# Bisclavret

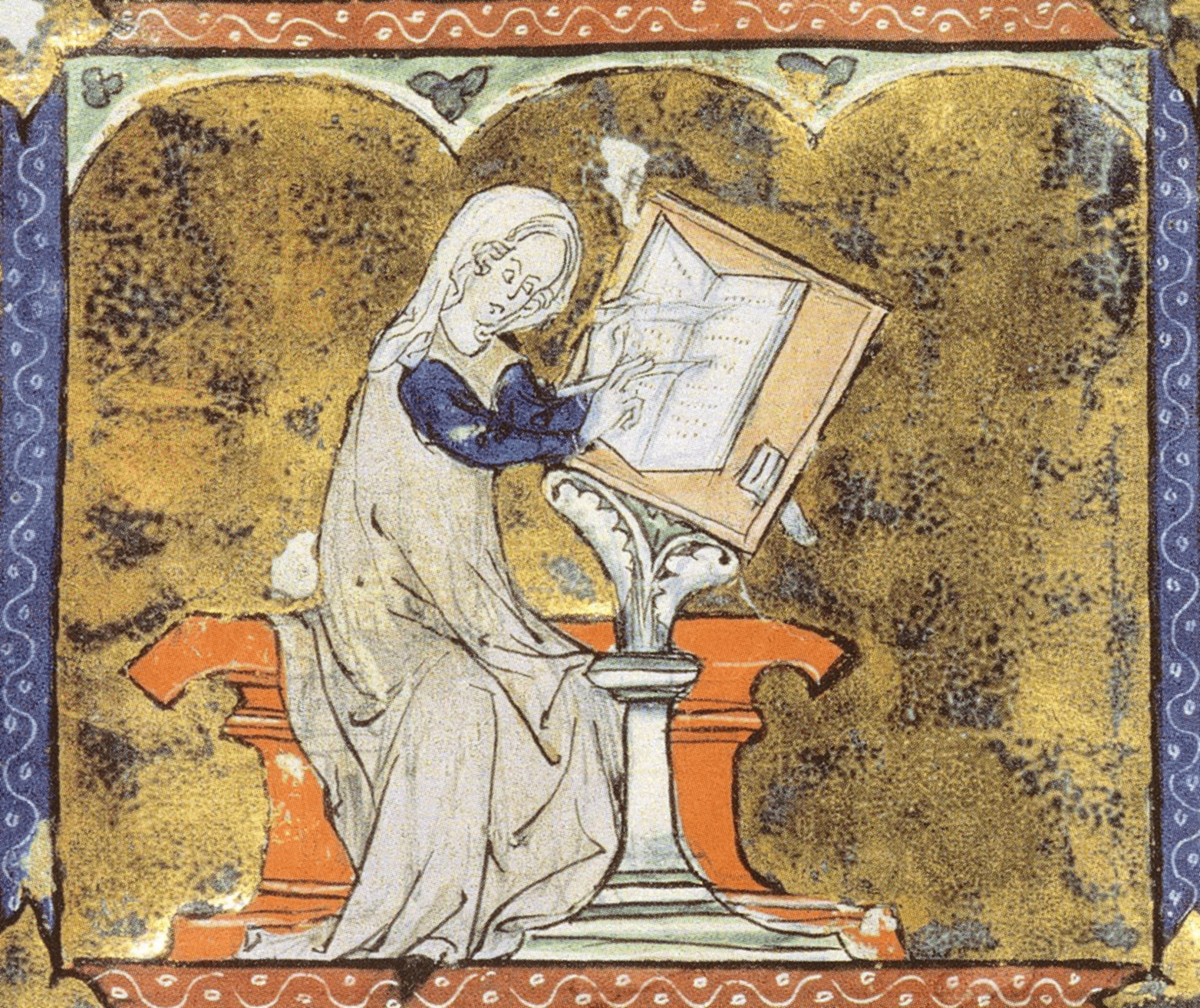
Marie de France, Darstellung in einem mittelalterlichen Manuskript

Bisclavret („Der Werwolf“, moderne französische Aussprache: [ˌbisklaˈvrɛ]) ist der Titel eines der zwölf Lais der Marie de France und entstand um 1170. Das in anglonormannischer Sprache geschriebene Werk erzählt die Geschichte eines Werwolfs, der durch den Verrat seiner Frau gezwungen wird, in seiner Tiergestalt zu verharren.

## Hintergrund
Marie de France behauptet in der Einleitung, sie habe die Erzählung, ebenso wie alle ihre Lais, aus dem Bretonischen übersetzt. Zumindest die Motive ihrer Erzählungen entstammen wohl tatsächlich dem bretonischen oder keltischen Sagenkreis.

## Inhalt
Bisclavret, ein angesehener britannischer Adliger, verschwindet jede Woche für volle drei Tage, ohne dass jemand wüsste, wohin – nicht einmal seine Ehefrau. Schließlich bittet diese ihn, ihr von seinem Geheimnis zu erzählen und er gesteht ihr, dass er ein Werwolf sei. Nach anfänglichem Sträuben erzählt er ihr außerdem, an welchem Ort er seine Kleidung versteckt hält, damit er sich nach seinen tierischen Episoden wieder in einen Menschen zurückverwandeln kann. Bisclavrets Gattin schockiert diese Neuigkeit so sehr, dass sie nicht länger „das Bett mit ihm teilen“ will, und sie überlegt, wie sie ihrem Gemahl entkommen könnte. Sie wendet sich an einen Ritter, der sie schon seit langer Zeit liebt, und trägt ihm auf, die Kleidung ihres Gatten zu stehlen, woraufhin sich Bisclavret nicht mehr in einen Menschen zurückverwandeln kann. Nachdem er nicht mehr zurückkehrt und auch die Suche seiner Gefolgsleute ohne Erfolg bleibt, heiratet seine Frau den Ritter.
Im folgenden Jahr wird bei einer Jagd der wolfsgestaltige Bisclavret von des Königs Jagdhunden umstellt. Sowie der Wolf den König erblickt, läuft der Gehetzte auf ihn zu, um ihn um Gnade zu bitten. Dieses Verhalten erstaunt den König so sehr, dass er seinen Leuten befiehlt, die Hunde zurückzurufen. Alle sind beeindruckt vom Edelmut und der Freundlichkeit des Wolfs und der König nimmt Bisclavret, noch immer in Wolfsgestalt, mit zu sich auf sein Schloss.
Der Ritter, der inzwischen Bisclavrets Weib geheiratet hat, wird wenig später zusammen mit vielen anderen Adligen zu einer feierlichen Zeremonie ins königliche Schloss eingeladen. Als Bisclavret ihn erblickt, greift er ihn an. Da der Wolf nie zuvor gewalttätig war, vermutet man am Hofe, dass der Ritter ihm großes Unrecht zugefügt haben müsse. Bald darauf besucht der König die Besitztümer des Adligen und bringt den Wolf mit sich. Bisclavrets Weib hört von der Ankunft des Königs und bringt ihm viele Geschenke dar. Als jedoch Bisclavret seiner früheren Ehefrau ansichtig wird, greift er sie an und beißt ihr die Nase ab.
Ein weiser Mann erklärt, dass der Wolf niemals zuvor so gehandelt habe und dass die angegriffene Frau das Weib eben jenes Ritters sei, den Bisclavret schon früher attackiert hatte. Außerdem sei diese Frau ehedem das Weib des verschollenen Adligen Bisclavret gewesen. Der König befragt Bisclavrets Frau unter Folterqualen, worauf sie schließlich alles gesteht und die gestohlene Kleidung herausgibt. Die Männer des Königs legen die Kleidung vor dem Wolf ab, aber dieser ignoriert sie. Daraufhin schlägt der weise Mann vor, man solle den Wolf und die Kleidung in ein Schlafgemach bringen, damit er sich dort ankleiden könne. So verwandelt sich Bisclavret endlich zurück. Er erhält seine Besitztümer zurück, während sein Weib und der Ritter vom König in die Verbannung geschickt werden. Viele der weiblichen Nachkommen von Bisclavrets Frau werden ohne Nasen geboren und all ihre Kinder sind „gut an ihren Gesichtern und ihrem Aussehen wiederzuerkennen.“

## Wort und Name „Bisclavret“
In der Einleitung verwendet Marie de France das altfranzösische Wort garwalf unter anderen in der Variante garwaf, das aus einem erschlossenen altfränkischen *wariwulf entstanden ist, und das bretonische bisclavret gleichbedeutend für „Werwolf“.
Bisclavret ad nun en bretan,

Garwaf l'apelent li Norman
Bisclavret heißt er auf bretonisch,

Garwaf nennen ihn die Normannen
Sie zieht eine deutliche Trennlinie zwischen dem Protagonisten Bisclavret und gewöhnlichen Werwölfen. Deren Gewalttätigkeit sei ihm nicht zu eigen.

## Adaptionen
Der Stoff wurde auch in den Erzählungen Melion und Biclarel verwendet. Das im Auftrag König Håkons IV. Mitte des 13. Jahrhunderts entstandene Strengleikar („Saiteninstrumente“) enthält altnordische Prosa-Übersetzungen der Lais von Marie de France, darunter auch Bisclavret. 2011 entstand außerdem ein Kurzfilm von Emilie Mercier, der diese Geschichte in animierten Bildern erzählt, die an Motive von Kirchenfenstern angelehnt sind.
Das Hörspiellabel Titania Medien veröffentlichte im Dezember 2020 eine Vertonung des Stoffes mit dem Titel „Bisclavret“ in der Reihe „Gruselkabinett“ (Folge 166).

### Primärliteratur
Altfranzösische Ausgabe von Werken der Marie de France:
- Die Lais der Marie de France online auf fr.wikisource.org

Deutsche Ausgabe der Lais:
- Wilhelm Hertz, Günther Schweikle (Hrsg. und Nachwort): Marie de France. Poetische Erzählungen nach alt-bretonischen Liebes-Sagen. Phaidon, Essen 1986, ISBN 3-88851-115-1.

Englische Ausgabe:
- Keith Busby (Hg.), Glyn S. Burgess (Übersetzung): The Lais of Marie de France. Penguin Books, London 2011, ISBN 0-14-044759-8.

### Sekundärliteratur
Aufsätze
- Manfred Bambeck: Das Werwolfmotiv im „Bisclavret“. In: Zeitschrift für romanische Philologie, Nummer 89, 1973, S. 123–47. ISSN 0049-8661
- Theodor M. Chotzen: Bisclavret. In: Etudes Celtiques. Nummer 2, 1937, S. 33–44. ISSN 0373-1928
- Jean Rychner: Les Lais du Marie de France. In: Les Classiques Français du Moyen Age. Nummer 93, 1973. ISSN 0755-1959
- H.arold W. Bailey: „Bisclavret“ in Marie de France. In: Cambridge Medieval Celtic Studies, Band 1, 1981, S. 95–97. ISSN 0260-5600
- William Sayers: Bisclavret in Marie de France: A Reply. In: Cambridge Medieval Celtic Studies, Nummer 4, 1982, S. 77–82. ISSN 0260-5600
- Michelle A. Freeman: Dual Natures and Subverted Glosses: Marie de France’s „Bisclavret“. In: Romance Notes. Nummer 25, 1985, S. 285–301. ISSN 0035-7995
- Edith Joyce Benkov: The Naked Beast: Clothing and Humanity in „Bisclavret“. In: Chimères. 19.2, 1988, S. 27–43. ISSN 0986-6035
- Matilde Tomaryn Bruckner: Of Men and Beasts in „Bisclavret“. In: The Romanic Review. Nummer 82, 1991, S. 251–69. ISSN 0035-8118
- Hans Schwerteck: Eine neue Etymologie von „Bisclavret“. In: Romanische Forschungen, Nummer 104.1–2, 1992, S. 160–63. ISSN 0035-8126
- Jean Jorgensen: The Lycanthropy Metaphor in Marie de France’s „Bisclavret“. In: Selecta: Journal of the Pacific Northwest Council on Foreign Languages. Nummer 15, 1994, S. 24–30.
- Rhonda Knight: Werewolves, Monsters, and Miracles: Representings Colonial Fantasies in Gerald of Wales’s Topographia Hibernica. in: Studies in Iconography. Nummer 22, 2001, S. 55–86.
- Paul Creamer: Woman-Hating in Marie de France’s „Bisclavret“. In: The Romanic Review. Nummer 93, 2002, S. 259–74. ISSN 0035-8118
- John Carey: Werewolves in Medieval Ireland. in: Cambridge Medieval Celtic Studies. Nummer 44, Winter 2002, S. 37–72. ISSN 0260-5600

Bücher
- Erich Köhler: Vorlesungen zur Geschichte der Französischen Literatur. S. 64 ff. Digitalisat (PDF; 1,2 MB)
- Judith Rice Rothschild: Narrative Technique in the Lais of Marie de France: Themes and Variations, Band 1. UNC Department of Romance Languages, Chapel Hill 1974. ISBN 0-88438-939-1 (Dissertation, University Baltimore, Md.)
- David Alfred und James Simpson: The Norton Anthology of English Literature, Volume A. W. W. Norton, New York 2006, ISBN 1-59871-361-2.
- Leslie A. Sconduto: Metamorphoses of the Werewolf: A Literary Study from Antiquity through the Renaissance. McFarland, Jefferson (NC) 2008, ISBN 0-7864-3559-3.
- Joseph Black: Bisclavret. in: The Broadview Anthology of British Literature. 2. Auflage, Band 1. Broadview Press, Peterborough (Ont.) 2009, ISBN 1-55111-965-X. S. 181–188.